# Siège de Phalsbourg (1870)
Guerre de 1870
Le siège de Phalsbourg se déroule pendant la guerre franco-allemande de 1870 entre le 10 août 1870 et le 12 décembre 1870.

## Contexte historique
Après la défaite de Frœschwiller-Wœrth (6 août 1870), le 11e corps d'armée sous les ordres du lieutenant général Julius von Bose de la IIIe Armée du prince héritier Frédéric III d'Allemagne se tourne vers Sarrebourg. Sur sa route se trouve la place de Phalsbourg dont le commandant est Pierre Taillant. 

## La garnison
La garnison se compose de :  
- 450 hommes du 4e bataillon du 63e de ligne (4 compagnies).
- 750 moblots de la Meurthe, la plupart sans habillement.
- Le personnel de la 1re batterie principale du 9e régiment d'artillerie arrivé de Besançon à Lutzelbourg, par voie ferrée, le 6 août au soir, à l’effectif de 2 officiers et 52 hommes auxquels il faut ajouter un capitaine commandant l'artillerie, un garde et deux gardiens de batterie, déjà dans la place. Ces artilleurs étaient aidés par des habitants de la ville volontaires.
- 330 isolés après la défaite de Frœschwiller dont le sergent Boeltz et 25 hommes du 96e de ligne venant de la Petite-Pierre[2].
- Environ 100 hommes de la garnison de la garde nationale sédentaire.
- Le génie est représenté par un capitaine et par un casernier.
- Deux médecins militaires.
- Un officier d'administration comptable des subsistances.

« Taillant met cent cinquante hommes aux canons dont on leur enseigne la manœuvre. Le 8 août il reçoit des fusils à tabatière et tout son monde est armé. On fait l'exercice sur la place. Les habitants qui ont servi, officiers en retraite et sous-officiers congédiés, se mêlent aux instructeurs. Le commandant Taillant se multiplie, encourageant les uns, calmant les autres, visitant les postes nuit et jour, augmentant les défenses, faisant dépaver les rues, réunissant tous les vivres, s'arrêtant devant les groupes pour exalter le courage par de patriotiques paroles, se donnant à peine le temps du sommeil et d'un repas plus que frugal ; il sait se faire aimer et admirer en même temps, car il est bon, doux et paternel. »

Les fortifications datent de 1815 : une enceinte avec une escarpe de 10 mètres et une contrescarpe de 6 mètres, renforcées par 6 bastions renfermant 40 canons, dont quinze datent de Louis XIV. À la fin du siège, soixante-cinq pièces seront en batterie sur les remparts, toutes issues du stock de l'arsenal et mises en action pendant le siège.
« L'arsenal contient 12 000 fusils, de modèles anciens pour la plupart ; des approvisionnements considérables de boulets ronds et pleins, de bombes, de biscaïens ; plusieurs milliers de cartouches de mitrailleuse, sans une seule mitrailleuse. Il y a 2 778 000 cartouches d'infanterie dans les poudrières. »
Le 10 août 1870, la place dispose d'environ 340 000 rations et une population civile de 1 854 habitants.

## Le siège

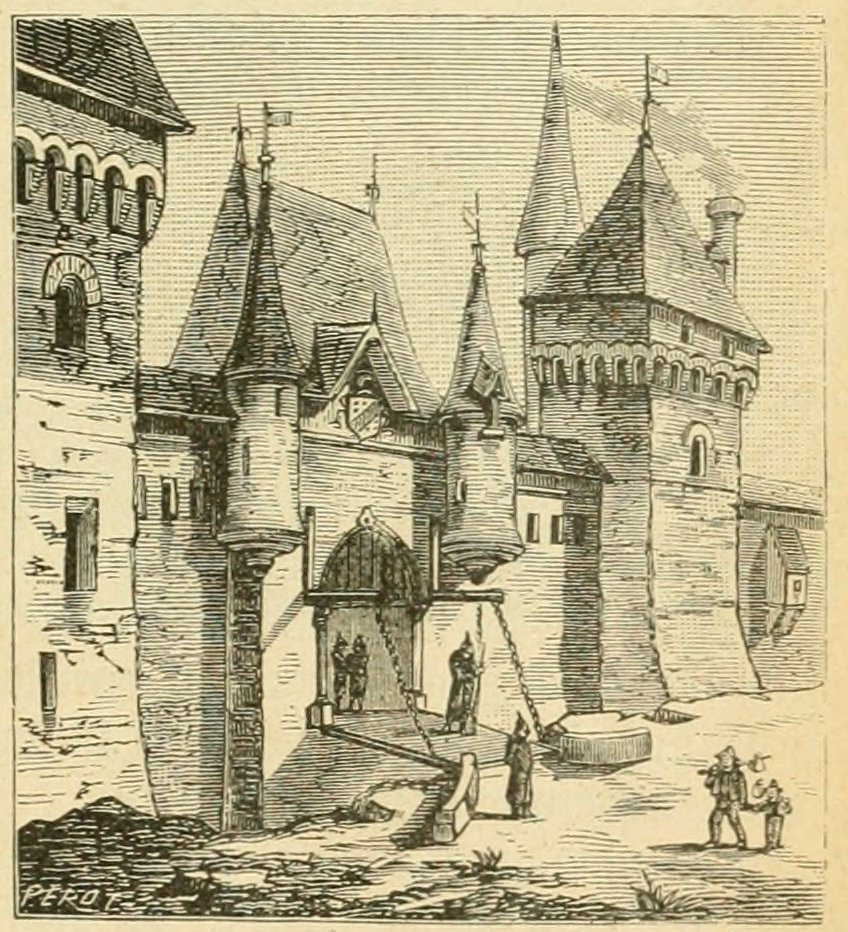
Porte fortifiée. — Les portes des villes fortifiées sont munies de ponts-levis jetés sur les fossés qui entourent les remparts ; quand on lève les ponts et qu’on ferme les portes, nul ennemi ne peut entrer dans la ville. — Phalsbourg a été fortifiée par Vauban et démantelée par les Allemands après 1871. Traversée par la route de Paris à Strasbourg, elle n’a que deux portes : la porte de France à l’ouest et la porte d’Allemagne au sud-est, qui sont des modèles d’architecture militaire.
G. Bruno : Le Tour de France par deux enfants, première illustration de l'édition de 1904.

Le 10 août 1870, le général Hermann von Gersdorff, commandant le XIe corps à la place de Julius von Bose, blessé, somme Taillant de se rendre sous la menace de bombardements. Celui-ci répond : « J'accepte le bombardement. »
Après un bombardement infructueux, le XIe corps s'en va et laisse la place à la 11e division du 6e corps d'armée. Entre le 10 et le 14 aout le général Wilhelm von Tümpling alterne bombardements et demandes de reddition sans succès.
Parmi les 5 bombardements du siège, celui du 14 août est le plus intense ; il commence vers sept heures pour s'achever à 18h entrainant l'incendie de la ville entière.
Le 14 août au soir, von Tümpling prend la route de Sarrebourg, ne laissant derrière lui que 2 bataillons et un escadron. Le 15 août, des pièces de gros calibre remplacent les canons de campagne et les bombardements reprennent.
Vers le 20 août deux bataillons de mousquetaires du 4e régiment d'infanterie de Haute-Silésie puis divers corps de fantassins et d'artilleurs viennent prendre position autour de Phalsbourg.
Le siège dure 4 mois avec bombardements, demandes de reddition, sorties continuelles, organisation de la ville (cordonniers et tailleurs), réapprovisionnement en nourriture. « Toutes les réquisitions en vivres. étoffes et marchandises diverses furent réglées, ainsi que les prêts en argent , au moyen de bons sur le Trésor émis par la commission des approvisionnements de siège. »

Le 12 décembre 1870, la dernière ration est consommée, la population est décimée et la moitié de la garnison restante est à l'hôpital. Taillant fait enclouer les canons, détruire les dernières munitions et écrit au major von Giese, commandant des troupes d'investissement : 

« Monsieur le Major, Le trop grand éloignement de l'armée française et la famine qui torture les habitants, les blessés et les prisonniers de guerre, mais qui ne pourrait nous dompter si nous étions seuls ici, ne nous permettent pas de continuer la lutte, parce qu'il est de notre devoir d'être humain avant tout. C'est pour obéir aux lois de l'humanité que j'ai dû ne pas céder au vœu de mes compagnons d'armes, qui ont demandé de s'ensevelir avec leur chef sous les ruines de la forteresse qu'ils défendent si bien depuis quatre mois. Les portes de Phalsbourg sont ouvertes. Vous nous y trouverez désarmés, mais non vaincus. »

52 officiers, 1 839 soldats et 65 canons sont capturés par les troupes allemandes. Taillant sortit le dernier de Phalsbourg. Le 15 décembre 1870, il est dirigé sur l'Allemagne et interné à Coblentz car il refuse de s'engager à ne pas servir contre l'Allemagne ; il ne revint qu'après le traité de Versailles.
Un an plus tard, le Conseil d’enquête sur les capitulations des places fortes, présidé par le Maréchal Baraguey-d'Hilliers le nomme lieutenant-colonel et lui confère le grade de Commandeur de la Légion d'honneur avec l'aval de Thiers.
Le 22 août 1919, le président de la République Raymond Poincaré vient décerner à Phalsbourg la croix de chevalier de la Légion d'honneur pour son comportement héroïque lors du siège de 1870. 
Poincaré déclare : « Gardienne de communications importantes pour la défense du territoire, a toujours été éprouvée par les attaques dirigées contre la France. Du 10 août au 10 décembre 1870, a subi un siège de quatre mois au cours duquel les habitants ont fait preuve d'un courage héroïque, bravant cinq bombardements qui ont détruit et incendié les deux tiers de la ville, pour que Phalsbourg, la pépinière des braves, demeure rivée au sol français. » 
Comme Belfort, Phalsbourg a été assiégée en 1813, 1815 et 1870 et possède aussi son "monument des trois sièges", en fait le monument aux morts inauguré le 12 octobre 1919. 

## Le siège de Phalsbourg dans la littérature
Dans Le Tour de la France par deux enfants  manuel scolaire de lecture de G. Bruno (1877), les deux héros, les enfants, André et Julien Volden quittent Phalsbourg annexé après le conflit de 1870-1871. Leur père, veuf, est mort à la suite du siège de Phalsbourg : 

« Depuis la guerre, sa jambe blessée au siège de Phalsbourg n'était plus solide : il est tombé d'un échafaudage en travaillant à son métier de charpentier et il s'est tué. »